# Baum der Rekultivierung

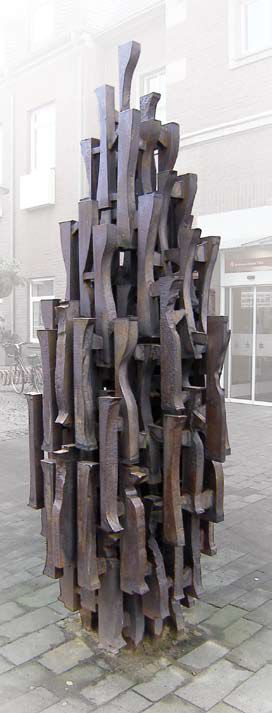
Die Plastik „Baum der Rekultivierung“ in der Fußgängerzone in Bergheim

Die Skulptur Baum der Rekultivierung ist eine Plastik, geschaffen im Jahr 1972, sie befindet sich in der Fußgängerzone der Kreisstadt Bergheim im Rhein-Erft-Kreis in Nordrhein-Westfalen.

## Baugeschichte und Architektur
Die Plastik wurde 1972 von dem in Bergheim lebenden Architekten Peter Pütz geschaffen. Sie ist ein Geschenk von RWE an die Kreissparkasse Bergheim. Sie wird auch „Stilisierter Baum“ genannt. Das Objekt setzt sich aus Stahlverschleißteilen einer Kohlemühle zusammen, die mit Metallstegen verbunden sind. Die Elemente wurden so gestaffelt, dass sie die Form eines stilisierten Baumes annehmen – zur Mitte hin breiter werdend, dann sich verjüngend, bis ein letztes Versatzstück sich, einem stilisierten Baumwipfel gleich, nach oben reckt. Die Plastik symbolisiert die für Bergheim bedeutende Energiewirtschaft. Die ausrangierten Stahlteile sind hier nicht nur in eine neue Form, sondern auch in einen neuen Sinnzusammenhang gebracht: zu einem Baum. Sie versinnbildlichen damit die Anstrengungen, die der Rekultivierung der Landschaft nach dem Kohleabbau gelten.